# Калиново (Константиновский район)
Калиново (укр. Калинове) — село на Украине, находится в Константиновском районе Донецкой области.
Население по переписи 2001 года составляет 627 человек. Почтовый индекс — 85185. Телефонный код — 6272.

## Адрес местного совета
85183, Донецкая область, Константиновский район, с.Правдовка, ул.Свердлова, 44а